# ماكبيث سيبايا
 ماكبيث سيبايا (بالإنجليزية: MacBeth Sibaya)‏، من مواليد 25 نوفمبر 1977 في ديربان في جنوب أفريقيا ، لاعب كرة قدم جنوب أفريقي.
و هو يلعب مع منتخب جنوب أفريقيا لكرة القدم.

## مسيرته الكروية
لعب ماكبيث سيبايا خلال مسيرته الاحترافية مع 5 أندية في سبعة عشر موسمًا وسجل خلالها 14 هدفًا ضمن 296 مباراة. ولم يفز بأي موسم بالكأس وفاز في ثلاثة مواسم بالدوري.
خاض ماكبيث سيبايا مسيرته مع نادي جومو كوزموز في موسم 1998–99 ليلعب معه أربعة مواسم، مشاركًا في 79 مباراة سجل خلالها 10 أهداف. ثم انتقل إلى نادي روسنبورغ ما بين عامي 2002 و2003 لمدة موسم واحد، حيث شارك في 6 مباريات ولم يسجل أي هدف. لينتقل بعدها إلى نادي روبين كازان في موسم 2003 ليلعب معه ثمانية مواسم، مشاركًا في 166 مباراة سجل خلالها 3 أهداف. ثم انتقل إلى نادي موروكا سوالوز في موسم 2010–11 واستمر معه طيلة ثلاثة مواسم، مشاركًا في 38 مباراة سجل خلالها هدفًا واحدًا.

## روابط خارجية
- ماكبيث سيبايا على موقع الاتحاد الدولي (مؤرشف)  (الإنجليزية)
- ماكبيث سيبايا على موقع قاعدة بيانات كرة القدم.إي يو (الإنجليزية)
- ماكبيث سيبايا على موقع ناشيونال فوتبول تيمز (الإنجليزية)
- ماكبيث سيبايا على موقع عالم كرة القدم.نت (الإنجليزية)